# جامع الرحمن (الأنبار)
جامع الرحمن من مساجد العراق الحديثة، ويقع في الثيلة قرب محطة توزيع الكهرباء، في قضاء الرمادي في محافظة الأنبار، والجامع غير مستلم من قبل ديوان الوقف السني في العراق، وبني في عام 1421هـ/2000م، على نفقة المتبرعين من أهل الخير والإحسان، وتبلغ مساحتهُ 300م2، ويحتوي الحرم على مصلى تبلغ مساحتهُ حوالي 200م2، ويتسع المصلى لأكثر من 200 مصل، وتقام فيه صلاة الجمعة وصلاة العيدين والصلوات الخمس.
ومقابل الحرم فسحة وطارمة مسقفة، ويعلو مبنى الجامع قبة كبيرة وبجانبها قبتان صغيرتان، وللجامع مئذنة صغيرة مصنوعة من برج من الحديد.